# Euprimites
Euprimites is een geslacht van uitgestorven kreeftachtigen uit de klasse van de Ostracoda (mosselkreeftjes).

## Soorten
- Euprimites (Bichilina) bichilus (Sidaravichiene, 1975) Schallreuter, 1993 †
- Euprimites (Bichilina) bohdalecensis (Pribyl, 1979) Schallreuter, 1993 †
- Euprimites (Bichilina) easchmidti (Schallreuter, 1967) Schallreuter, 1993 †
- Euprimites (Bichilina) prima (Sarv, 1959) Schallreuter, 1988 †
- Euprimites (Euprimites) reticulogranulatus Hessland, 1949 †
- Euprimites anisus Jaanusson, 1957 †
- Euprimites bursa (Krause, 1889) Jaanusson, 1957 †
- Euprimites bursellus Jaanusson, 1957 †
- Euprimites dentatus Neckaja, 1966 †
- Euprimites effusus Jaanusson, 1957 †
- Euprimites elongatus Sun (Quan-Ying), 1987 †
- Euprimites eutropis (Oepik, 1937) Jaanusson, 1957 †
- Euprimites grandis Olempska, 1994 †
- Euprimites helenae (Ivanova, 1955) Kanygin, 1982 †
- Euprimites intermedius (Krause, 1889) Jaanusson, 1962 †
- Euprimites kahalaensis Sarv, 1963 †
- Euprimites locknensis (Thorslund, 1940) Hessland, 1949 †
- Euprimites ludianensis Jiang (Z. H.), 1983 †
- Euprimites medianus (Neckaja, 1958) Sidaravichiene, 1992 †
- Euprimites minor (Thorslund, 1940) Hessland, 1949 †
- Euprimites naziducensis Schallreuter & Kruta, 1988 †
- Euprimites plenus (Oepik, 1937) Hessland, 1949 †
- Euprimites reticulogranulatus Hessland, 1949 †
- Euprimites robustus Sun (Quan-Ying), 1988 †
- Euprimites suecicus (Thorslund, 1940) Henningsmoen, 1953 †
- Euprimites tenuireticulatus (Hessland, 1949) Jaanusson, 1957 †
- Euprimites unor Schallreuter, 1993 †